# Laïla Marrakchi
Laïla Marrakchi (Casablanca, 10 de dezembro de 1975) é uma realizadora marroquina. A sua primeira longa-metragem, Marock, de 2004, fez parte da secção Un certain regard do Festival de Cannes de 2005.

## Bigrafia
Laïla nasceu e cresceu numa área da classe alta de Casablanca, a qual é retratada no filme Marock, cuja protagonista é uma muçulmana que se apaixona por um judeu.
Formada em estudos cinematográficos na Universidade de Paris III, onde obteve um DEA (diplôme d'études approfondies), é casada com o realizador Alexandre Aja, um judeu sefardita.
Depois de ser assistente de mise-en-scène em diversos filmes, realizou a sua primeira curta-metragem em 2000 — L'Horizon perdu ("O Horizonte perdido"). Em 2001 realizou dois documentários: Femmes en royaume chérifien ("Mulheres em reino xerifiano") e Derrière les portes du hammam ("Detrás das portas do hamam"). Em 2002 apresentou uma curta-metragem no Festival international du film francophone de Namur: Deux cents dirhams ("Duzentos dirrãs").
No filme Marock é apresentada a juventude abastada de Casablanca, com hábitos ocidentalizados, mas confrontada com os preconceitos da sociedade tradicional quando um primeiro amor aproxima um jovem judeu e uma jovem muçulmana.